# Empoasca linnavuoriorum
Empoasca linnavuoriorum är en insektsart som beskrevs av Irena Dworakowska 1973. Empoasca linnavuoriorum ingår i släktet Empoasca och familjen dvärgstritar. Inga underarter finns listade i Catalogue of Life.